# Matt Cook (Historiker)

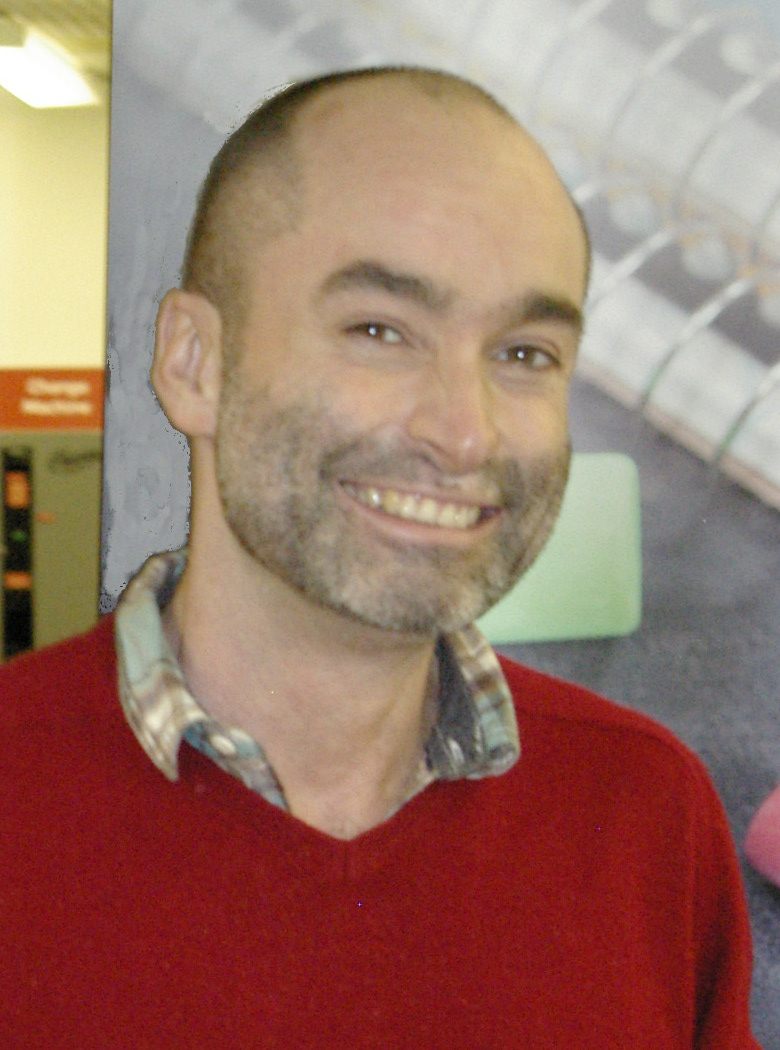
Matt Cook (2013)

Matthew „Matt“ David Cook ist ein britischer Historiker und Autor.

## Leben
Cook studierte Geschichte. 2000 erlangte er an der University of London den Ph.D. mit der Schrift The Inverted City: London and the Constitution of Homosexuality, 1885–1914. Er war als Lecturer für Neuere Geschichte an der Keele University tätig, bevor er 2005 an das Birkbeck College der University of London wechselte, wo er ebenfalls Neuere Geschichte lehrt. Von 2009 bis 2018 leitete er das dortige Raphael Samuel History Centre.
Cook ist ein Kulturhistoriker, der sich auf Sexualgeschichte sowie die Geschichte Londons im 19. und 20. Jahrhundert spezialisiert hat. Sein Arbeitsschwerpunkt ist die Geschichte der LSBTI-Personen in London. Als Autor schrieb er hierzu mehrere Bücher.

## Werke (Auswahl)
- London and the Culture of Homosexuality, 1885–1914. Cambridge University Press, Cambridge 2003, ISBN 0-521-82207-6.
- A Gay History of Britain: Love and Sex Between Men since the Middle Ages. Greenwood, Oxford 2007, ISBN 1-84645-002-0.
- mit Heike Bauer: Queer 1950s: Rethinking Sexuality in the Post-war Years. Palgrave Macmillan, Basingstoke 2012, ISBN 978-0-230-30069-9.
- mit Jennifer Evans: Queer Cities, Queer Cultures: Sexuality and Urban Life in post-1945 Europe. Bloomsbury, London 2014, ISBN 978-1-4411-1166-1.
- Queer Domesticities: Homosexuality and Home Life in Twentieth-Century London. Palgrave, London 2014, ISBN 978-0-230-22139-0.